# سيفدا مامدعلييفا
سيفدا يوسيف قيزي مامادالييفا - (بالأذربيجانية : Sevda Yusif qızı Məmmədəliyeva)، نائبة وزير الثقافة في جمهورية أذربيجان، بروفيسورة، دكتورة في العلوم الفلسفية، بروفيسورة.
عضو مراسل في أكاديمية العلوم الوطنية الأذربيجانية(عام 2001). 

## حياتها وتعليمها
ولدت سيفدا مامادالييفا في 14 نوفمبر عام 1946 في مدينة باكو، أتمت المرحلة الثانوية من مدرسة الموسيقى للأطفال في 1962، ثم تخرجت من جامعة أذربيجان للحكوموية في عام 1962. وفي نفس العام بدأت سيفدا مامادالييفا دراساتها العليا في أكاديمية العلوم الوطنية الأذربيجانية.
بدأت سيفدا هانم نشاطها التربوي في جامعة أذربيجان للهندسة المعمارية والبناء منذ عام 1983، وهي تعمل باستمرار كرئيسة للأستاذة وأستاذة ورئيسة القسم. في عام 1997، تم منح سيفدا مامادالييفا لقب بروفيسورة. وهي كانت تعمل كمحامي الرئيس السابق حيدر علييف في الانتخابات الرئاسية عام 1998. ووفقًا لأمر رئيس السابق جمهورية أذربيجان حيدر علييف تم منح سيفدا مامادالييفا منصب نائبة وزير الثقافة في جمهورية أذربيجان في 4 أغسطس، عام 1999.
تم منح سيفدا مامادالييفا ميدالية الجمعية العلمية الفرنسية في عام 2005. وفي 28 يناير عام 2016 حصلت على الدرجة الثالثة لوسام «من أجل الخدمة إلى الوطن» من أجل مساهمته في تطوير الثقافة الأذربيجانية.

## عائلتها
- والدها هو يوسف ممدعلييف.[4]